# Саєнко Микола Іванович
Микола Іванович Саєнко (Мікеша) (нар. 17 грудня 1954 Іркутська  область. Усть-Удинський  район, село Развозжаєво, РРФСР  — † 8 серпня 2005 м. Суми) — український художник-скульптор по дереву, портретист, музикант.

## Життєпис

### Родина
Народився в родині заробітчан Саєнка Івана Дмитровича та Саєнко Катерини Іванівни. Після народження Миколи, родина повертається в Україну, поселяється в селі Товста Лебединського району Сумської області (тепер Білопільський район).

### Навчання
Навчаючись у школі, відвідував гурток духових інструментів і вчився грі на трубі.
Закінчив Сумське технічне училище № 1, після якого працював на «Південному машинобудівному заводі» (м. Дніпро), де закінчив художню студію за фахом «Художник-оформлювач».
Деякий час працював робітником у цирку.

### Робота

М. Саєнко, «Автопортрет»

Повертається до Сум, де займається декоративним оформленням споруд, оздобленням інтер'єрів. Проєктує та створює з дерева меблі, скульптури для дитячих майданчиків і скверів. Найвизначнішим проєктом художника було створення дерев'яної фортеці в дитячому парку «Казка» в Сумах, до комплексу якої входили: альтанка, будівля адміністрації, двір, оточений частоколом, скульптури казкових істот. На сьогоднішній день нічого не збереглося, у кінці 90-х будівлі й скульптури занепали, споруди гнили, місцева влада згодом «казковий двір» перетворила на звалище осіннього листя. Потім сталася пожежа. Архітектор Володимир Биков вважає, що підпал ініціювала тодішня влада, яка не хотіла реставрувати й підтримувати парк. Також існує версія, що «казковий двір» згорів випадково через необережне поводження з вогнем під час святкування дня народження охоронця дитячого парку.

### Художній стиль
У стилістиці архітектурної та дизайнерської творчості спостерігається поєднання давньоруської традиційної орнаментики та конструктивізму.
Особливим проявом творчості був портрет.

### Родина
Був двічі одружений. Від першого шлюбу двоє дітей, від другого — троє. Син від другого шлюбу Антон — художник.

### Смерть
Помер через хронічні хвороби. Похований в селі Товста.